# نظارات واقية
النظارات الواقية (بالإنجليزية: Foggles)‏ هي نظارات صُنعت لمحاكاة الظروف الضبابية لمرتديها وتستخدم في تمارين تدريب الطيارين.

## نبذة
تُوضع النظارات الواقية في النصف العلوي للحد من مجال الرؤية للطيارين وإجبارهم على استخدام أدوات الطيران ومحاكاة ظروف السقف المنخفض للغيوم والضباب الكثيف والليل وغير ذلك من الأحوال الجوية للأجهزة.